# Feliks Kreutz
Feliks (Szczęsny) Kreutz (ur. 19 listopada 1844 w Nowym Sączu, zm. 22 września 1910 w Zakopanem) – polski geolog, rektor Uniwersytetu Jagiellońskiego, ojciec Stefana Kreutza.

## Życiorys
Odbył studia mineralogiczne w Uniwersytecie Lwowskim oraz chemiczne, geologiczne i mineralogiczne w Uniwersytecie Jagiellońskim. Studia uzupełniające odbył w Wiedniu. Był uczniem między innymi Alojzego Altha. Od 1870 profesor nadzwyczajny i kierownik Katedry Mineralogii Uniwersytetu Lwowskiego. W 1873 otrzymał tytuł profesora zwyczajnego. W latach 1874-1875 pełnił funkcję dziekana Wydziału Filozoficznego. W 1887 objął Katedrę Mineralogii UJ. Rektor tej uczelni (1898-1899) oraz dziekan Wydziału Filozoficznego (1900-1901).
Od 1887 członek korespondent Akademii Umiejętności, a od 1888 członek czynny.
W latach 1870-1887 dyrektor Muzeum Mineralogicznego we Lwowie, w którym zgromadził bogate zbiory mineralogiczne, petrograficzne i geologiczne. Członek założyciel i prezes Polskiego Towarzystwa Przyrodników im. Kopernika we Lwowie (zał. wspólnie z Bronisławem Radziszewskim i Julianem Niedźwiedzkim w 1873).
W pracy naukowej zajmował się krystalografią, petrogenezą, krystalofizyką, geologią regionalną i sejsmologią. Był pionierem nowoczesnych badań mikroskopowych w mineralogii. Wykładał ten przedmiot jako profesor m.in. na Uniwersytecie Lwowskim. Wraz z m.in. Julianem Niedźwiedzkim uczestniczył w Komitecie Redakcyjnym Atlasu geologicznego Galicji. Był szczególnie czynnym członkiem Komisji Fizjograficznej AU. Na przedwczesną emeryturę przeszedł w 1903 wskutek ciężkiego przepracowania.
W latach 1887-1903 poseł na Sejm Galicyjski. W 1903 radca dworu.
Został pochowany na cmentarzu Rakowickim w Krakowie.

## Wybrane publikacje naukowe
1. Trachit sanidyno-oligoklasowy z okolicy Szczawnic. [Rocz. Tow. Nauk. Kraków (1868), 37].
2. Tatry i wapienie rafowe w Galicyi. [Spraw. Kom. fizyograficznej. (1888)].
3. Skały płntoniczne w okolicy Krzeszowic. [Rocznik Tow. Nauk. Kraków (1869)].
4. Plutonische Gesteine in der Umgebung von Krzeszowice. [Verhandl. der k. k. Geolog. Reichsanstalt. (1869), Nr. 8].
5. Das Anorthitgestein von Ober-Peneczely. [Vrh. d. k. k. Geolog. Reichsanstalt (1869)].
6. Mikroskopische Untersnchungen der Vesuv-Laven v. J. 1868. (Stb. d. k. Akad. d. Wiss. Wien (1869). 59].
7. Das Vihorlat-Gutin — Trachytgebirgen (im nordöstlichen Ungarn). [Jrb. d. k. k. Geolog. Reichsanstalt (1871), 21 Bd. 1 H.].
8. Rzecz o trzęsienia ziemi oraz opis trzęsienia ziemi w Galicyi wschodniej 1875 r. — [Kosmos (1876). 1].
9. Notatki mineralogiczne (Gagat, sól kuchenna z Borysławia i Bochni, Anhidryt z Kossowa, Kalcyt w Glińsku, Siarka z Dźwiniacza, Baryt ze Swoszowic i z Borysławia, Azuryt i Malachit ze Starej Roboty). — [Kosmos (1877), 2.]
10. Augit-Andesite des Smrekouz-Gebirges in Süd-Steiermark. — [Mineralogische Mitt. (1877), 2].
11. Istota róźnopostaciowości i stosunek odmiennych modyfikacyj ciał różnopostaciowych. [Rozpr. Akad. Umiejętn. w Krakowie. (1879), 6].
12. Stosunek odmiennych modyfikacyj ciał mineralnych. [Rozpr. Akad. Umiejętn. w Krakowie (1880), 71.
13. Ueber die Beziehungen zwischen verschiedenen Modifikationen heteromorpher Mineralsubstanzen. [Ztf. f. Krystallographie (1880), 5].
14. O tworzeniu i przeobrażaniu się wosku i oleju ziemnego w Galicyi. [Kosmos (1881), 6].
15. Ueber den Ursprung des Erdoels in d. galiz. Salzformation. [Vrh. d. k. k. Geolog. R. Anst (1881). S. 28 i 101].
16. Ueber die Bildung und Umbildung von Erdwachs in Galizien, [tamże str. 113, 182, 311].
17. Ueber den Ursprung des Steinsalzes am Rande der Karpathen, [tamże str. 119].
18. Wraz z R. Zuberem: Stosunki geologiczne okolic Mraźnicy i Schodnicy. [Kosmos (1881), 6]
19. Ueber Vesuvlaven von 1881 und 1883. [Tschermaks Min. u. petr. Mitt. (1885), 6].
20. Skały trachitowe w pienińskim pasie wapieni rafowych. [Rozpr. Akad. Umiej, w Krakowie. (1886), 13]
21. Piaskowiec skrystalizowany z Tekur na Wołyniu. [Spr. Kom. fizyogr. (1887), 12].
22. O granitach wołyńskich zawierających turmalin lub granaty. [Rozpr. Akad. Umiejętn. w Krakowie (1889), 20].
23. Grafit w granitowej skale z Józefowki i z Samczyka na Wołyniu. [Rozpr. Akad. Umiejętn. w Krakowie (1891)]
24. Gneis grafitowy z Mecherzyniec. [Anz. d. Ak. d. Wiss. Krakau (1890)].
25. Zmiana barw minerałów przy zmianie temperatury. [Dziennik Zjazdu przyrodników i lekarzy polskich w Krakowie (1891), Nr. 5].
26. O przyczynie błękitnego zabarwienia soli kuchennej. [Bozpr. Akad. Umiejętn. (1892), 24. Anz. d. Ak. d. Wiss. (1892)].
27. Amfibol z nad Tigilu w Kamczatce. [Akad. Umiej. (1894)].
28. Sól kamienna i fluoryt, ich barwa, fluorescencya i fosforescencya. [Rozpr. Akad. Umiej, w Krakowie. (1897), 34. Anz. d. Akad. d. Wiss. (1896) April].
29. O zmianach w kilku minerałach i solach pod wpływem promieni katodowych lub pary sodu[3]. [Anz. Krak. Ak. (1896). März. — Bozp. Ak. Umiej, w Krakowie (1897), 34].

## Źródło
- Biogramy uczonych polskich, Część VII: Nauki o Ziemi i górnicze (pod redakcją Andrzeja Śródki), Ossolineum, Wrocław 1992
- R. Zuber Feliks Kreutz (Wspomnienie pośmiertne z portretem). «Kosmos», t.35. – 1910, S. 883-887